# Giambattista Casali
Giambattista Casali (Bologna, prima del 1490 – Bologna, settembre/ottobre 1536) è stato un diplomatico e vescovo cattolico italiano.

## Biografia

### Origini
Nacque da Michele e Antonia Caffarelli, esponente quest'ultima della nobile famiglia romana. Il padre, bolognese, aveva effettivamente trascorso un periodo nell'Urbe.
Potrebbe essere identificato con un Baptista Casalius, Romanus, scholaris laicus che il 9 febbraio 1502, mercoledì delle Ceneri, recitò l'omelia nella cappella pontificale; poiché portava i capelli lunghi, papa Alessandro VI si irritò non poco e dichiarò al maestro di palazzo che lo avrebbe cacciato se avesse continuato a far predicare persone di quella schiatta. In realtà, la sua biografia prima del 1525 ci è pressoché sconosciuta: di certo si sa solo che fu protonotario e referendario apostolico.

### I primi incarichi
Nel gennaio 1525 fu inviato a Londra presso Enrico VIII d'Inghilterra per conto di Clemente VII. Il pontefice e e il sovrano erano infatti al fianco di Carlo V nella lotta che lo opponeva a Francesco I di Francia, ma in seguito il papa aveva concluso degli accordi con quest'ultimo e quindi doveva giustificare agli alleati il proprio atteggiamento. La scelta del Casali non avvenne per caso dato che suo fratello Gregorio era da tempo impiegato come ambasciatore inglese a Roma.
La missione fu molto breve e non si conosce il suo esito; probabilmente fu influenzata dalla battaglia di Pavia che aveva visto la vittoria dell'imperatore. Di certo il Casali diede un'impressione positiva agli Inglesi, tant'è che già nel dicembre successivo Enrico VIII lo nominò suo ambasciatore presso la Repubblica di Venezia.
Giunse in laguna il 25 gennaio 1526 e vi rimase per ben nove anni. Tuttavia fece fatica ad accreditarsi presso il governo locale, tanto che Marin Sanudo lo giudicò «molto inepto e non pratico di Stato».
All'epoca le potenze europee erano impegnate a creare un'alleanza anti-imperiale che si concretizzò nella lega di Cognac il 22 maggio successivo. A causa della neutralità del Regno d'Inghilterra il Casali non fu particolarmente attivo, limitandosi al ruolo di spettatore o a fare da tramite tra il fratello Gregorio e il Senato veneziano. Solo nel marzo 1527 ebbe il primo incarico di rilievo: fu spedito a Ferrara per persuadere Alfonso d'Este a lasciare il partito imperiale e unirsi alla lega; la trattativa fu assai lunga, ma nel dicembre si concluse positivamente. Frattanto, con l'inizio in maggio del sacco di Roma, si era recato in Senato per convincere la lega ad attaccare Carlo V; il suo intervento indusse l'assemblea a ordinare al comandante dell'alleanza, il duca di Urbino Francesco Maria I Della Rovere, di muovere l'esercito, ma la richiesta non ebbe esito.

### La questione bellunese
Il 18 settembre 1527, durante un concistoro indetto da Clemente VII, fu eletto vescovo di Belluno in sostituzione del defunto Galeso di Nichesola. Non si era tuttavia tenuto conto che il pontefice, circa un anno prima, aveva promesso la sede al patrizio veneziano Giovanni Barozzi, tanto che già pochi giorni dopo la morte di Galeso aveva preso possesso della diocesi il fratello e procuratore Antonio Barozzi. Si disse che proprio il Casali avesse convinto il papa che il Barozzi fosse morto, e forse si trattò di un equivoco: era stato effettivamente malato di peste, ma ne era uscito guarito.
La scelta del nuovo vescovo fu quindi affidata al Senato veneto: ci fu una violenta discussione tra il 24 e il 27 marzo 1528 che oppose il doge Andrea Gritti, fautore del Casali, e Alvise Mocenigo, che appoggiava il Barozzi. Quest'ultimo fece perno sull'opportunità di insediare in diocesi un suddito veneziano e alla fine prevalse il suo parere a larga maggioranza.
Di conseguenza, il Casali si rivolse a Roma e il 15 luglio 1529 un nuovo concistoro sentenziò a suo favore. I Veneziani, tuttavia, non cambiarono parere, nemmeno di fronte ai successivi richiami del pontefice. Si venne a creare una situazione clamorosa: nel 1531 il Barozzi si insediò a Belluno, percependo le rendite della mensa, ma il possesso spirituale della diocesi rimaneva all'avversario che nominò un vicario per poter esercitare il suo potere.
Dopo alcuni anni di aspre polemiche, nel marzo 1535 il nuovo papa Paolo III lanciò l'interdetto su Belluno; ma il Senato non negò il suo sostegno al Barozzi. Solo dopo la morte del Casali la diatriba fu appianata: con l'accordo di entrambe le parti venne nominato vescovo Gaspare Contarini e il Barozzi lasciò la diocesi senza protestare.

### Il divorzio di Enrico VIII
Nello stesso periodo continuava la sua attività diplomatica. Nell'ottobre 1528, essendo il fratello malato, era ancora a Roma per occuparsi del problema dei monasteri inglesi: Enrico VIII e il cardinale Thomas Wolsey intendevano sopprimerne diversi e con le rendite costruire cattedrali e collegi. Il Casali ottenne dal papa due bolle di autorizzazione, ma Wolsey ne rimase deluso perché non gli lasciavano piena libertà di azione.
Nelle settimane successive lavorò alla questione del divorzio tra il sovrano inglese e Caterina d'Aragona. Wolsey, dopo molte insistenze, aveva ottenuto da Clemente VII una bolla con la quale il pontefice gli dava poteri in merito; il documento era però in forma privata, sicché non aveva, di fatto, alcun valore. Quando il nunzio apostolico Lorenzo Campeggi lesse la bolla al cospetto del re e del cardinale, la distrusse come gli era stato ordinato, quindi ogni tentativo del Wolsey di renderla pubblica fu vanificato. Il Casali, quale ambasciatore inglese, ebbe il compito di trattare per un'altra bolla, ma non ottenne risultati.
Tornò quindi a Venezia dove proseguì le sue consuete mansioni diplomatiche non particolarmente significative. Tra il 1529 e il 1530 fu più volte a Bologna per assistere agli incontri tra Carlo V, il pontefice e gli altri sovrani italiani e presenziò all'incoronazione dell'imperatore.
Dal gennaio 1530 cominciò a collaborare con il segretario di Enrico VIII Richard Croke nella ricerca di testi e studiosi che potessero avvalorare quanto sostenuto dal re, ovvero la nullità del suo matrimonio. Nell'aprile successivo si rivolse al Senato veneto per poter prendere contatti in tal senso con l'università di Padova ma l'assemblea, su pressione di Carlo V, gli negò il permesso, ostacolandolo anche nella raccolta di pareri in forma privata.
Nonostante tutto, il Casali e il Croke furono particolarmente assorbiti nel loro compito e, alla ricerca di scritti e dichiarazioni a sostegno della tesi di Enrico, si recarono non solo a Venezia e a Padova, ma anche a Vicenza, Bologna, Mantova, Milano, Pavia, Torino. Conseguirono qualche successo presso francescani, domenicani ed ebrei, ma in generale i risultati furono deludenti. Certamente non aiutarono i difficili rapporti tra i due: alla fine il Croke accusò il Casali di non condividere la politica del sovrano e di ostacolare l'operazione. Forse queste accuse avevano un fondo di verità, come dimostrano alcune fonti imperiali in cui il Casali risulta avere un comportamento ambiguo; anzi, come riportò l'ambasciatore di Carlo V a Venezia, Rodrigo Niño, il diplomatico aveva ammesso di non approvare gli ordini di Enrico ma di essere stato costretto ad eseguirli.
Le accuse non furono tuttavia accolte dal sovrano inglese che, anzi, nello stesso 1530 chiese al papa di crearlo cardinale. L'elezione fallì a causa dell'azione degli agenti imperiali a Roma.

### La prigionia in Austria e la morte
Nel 1534 Enrico VIII lo mandò in Transilvania presso il voivoda Giovanni Szapolyai che rivendicava la corona del Regno d'Ungheria opponendosi al re dei Romani Ferdinando I d'Asburgo. Lo scopo era quello di assicurare l'appoggio dell'Inghilterra al pretendente, convincendolo tuttavia a cessare la guerra con il nemico. La missione fu stroncata sul nascere: nell'aprile del 1535 il Casali, che per raggiungere la Transilvania doveva attraversare i domini di Ferdinando in segreto, fu intercettato dagli agenti imperiali nei pressi di Zagabria. Fu condotto nel castello di Wiener Neustadt dove rimase prigioniero in completo isolamento.
Il fratello Gregorio si appellò subito a Enrico VIII perché si occupasse della sua liberazione, ma il sovrano non si preoccupò della questione. Anzi, il suo segretario Cromwell dichiarò all'ambasciatore imperiale Eustace Chapuys che il Casali non era stato autorizzato a trattare con Giovanni Szapolyai. Venne liberato solo nel maggio 1536 grazie alle sollecitazioni di papa Paolo III.
Tornato a Bologna, progettò di recarsi in Inghilterra per rendere omaggio a Enrico, ma morì in quella città tra il settembre e l'ottobre successivo. Fu sepolto nella chiesa di San Domenico.